# Gauss-som
In de getaltheorie, een deelgebied van de wiskunde, is een Gauss-som een bepaalde vorm van eindige som van eenheidswortels. Een typisch voorbeeld is
{\displaystyle G(\chi ):=G(\chi ,\psi )=\sum \chi (r)\cdot \psi (r)}
waar de som over elementen r van enige eindige commutatieve ring R, ψ(r) een groepshomomorfisme is van de additieve  groep R+ in en op de eenheidscirkel, en χ(r) een groepshomomorfisme is van de eenheidsgroep R× in en op de eenheidscirkel, uitgebreid tot niet-eenheid r, waar het de waarde 0 heeft. Gauss-sommen zijn de analoga voor eindige lichamen van de gammafunctie.